# 10,5 cm leFH 16
10,5 cm leichte Feldhaubitze 16 (10,5 cm leFH 16; pol. 105 mm lekka haubica polowa wz. 16) – niemiecka lekka haubica polowa, skonstruowana na bazie haubicy 10,5 cm Feldhaubitze 98/09, używana w Niemczech podczas I i II wojny światowej. Od modelu 98/09 różniła się dłuższą o 6 kalibrów lufą, co zwiększało istotnie jej zasięg rażenia w porównaniu do poprzedniczki. Posiadała tę samą lawetę co działo 7,7 cm FK 16. Po I wojnie światowej, w ramach reparacji wojennych, pewną liczbę tych haubic otrzymała Belgia. Służyły one tam przez cały okres międzywojenny. Po zajęciu Belgii przez nazistowskie Niemcy w 1940 haubice belgijskie trafiły znowu do armii niemieckiej jako 10,5 cm leFH 327 (b).
Po I wojnie światowej na mocy traktatu wersalskiego rozbrojono armię niemiecką i utworzono Reichswehrę. Od tego momentu Niemcy mogli posiadać zaledwie 84 haubice 10,5 cm leFH 16. Sytuacja zmieniła się w 1933 r. gdy do władzy doszedł Adolf Hitler. Rozpoczęły się zbrojenia i w 1933 r. uruchomiono produkcję sprawdzonej już konstrukcji, czyli haubicy 10,5 cm leFH 16. Produkcja ta trwała do 1937 r. kiedy to uzbrojenia wprowadzono nowszy model haubicy, czyli 10,5 cm leFH 18.
W chwili wybuchu II wojny światowej Niemcy posiadali w swoim uzbrojeniu 980 sztuk haubicy 10,5 cm leFH 16. Na początku wojny sprzęt ten był przydzielony do dywizji piechoty III i IV fali mobilizacyjnej. Działa te umieszczono w pułkach artylerii. W skład pułku artylerii wchodziło 36 haubic lekkich 105 mm i 12 haubic ciężkich 150 mm.
W czasie II wojny światowej haubica ta była sprzętem przestarzałym konstrukcyjnie. Lekkie drewniane koła ograniczały prędkość poruszania, gdyby do holowania zechciano zastosować pojazd mechaniczny. Główną wadą było też zastosowanie łoża jednoogonowego, które ograniczało kąt obrotu lufy w poziomie do zaledwie 4°. Utrudniało to szybką zmianę kierunku ostrzału. Narzekano też na stosunkową niską donośność. Z tego więc względu opracowano nowszy model haubicy 10,5 cm leFH 18, która pozbawiona była już tych wad.

## Amunicja
W haubicy 10,5 cm leFH 16 stosowano amunicję rozdzielnego ładowania. Osobno ładowało się pocisk i osobno łuskę z ładunkami prochowymi. W łusce umieszczano od 1 do 5 woreczków z prochem. Ich liczba zależała od dystansu na jaki zamierzano strzelać.
Używano następujących pocisków:
- F.H.Gr. – pocisk odłamkowo-burzący o masie 15,6 kg
- F.H.Gr.Nb – pocisk dymny o masie 14 kg
- 10 cm Pzgr – pocisk przeciwpancerny o masie 14 kg